# Adutora Saco Verde/Pedra Preta
A Adutora Saco Verde/Pedra Preta é uma adutora no município de Tabuleiro do Norte, que tem a função de de filtração, desinfecção de águas. Com a extensão de 15 km, abastece cerca de 2.555 habitantes.,